# Un uomo da bruciare/Madame
Un uomo da bruciare/Madame è un singolo di Renato Zero pubblicato nel 1976 dalla RCA Italiana in formato 7", estratto dall'album Trapezio.

## Il disco
Un uomo da bruciare ha avuto un modesto successo, anche se solo negli anni duemila (?) durante i tour ZeroMovimento Tour e Sei Zero, dimostrando di essere molto conosciuta. È stata pubblicata negli album dal vivo Icaro del 1981 e Sei Zero nel 2011. È presente nel film Sogni d'oro di Nanni Moretti.
Madame è stato sin dall'inizio uno dei brani più amati dai sorcini (storici fans del cantante), i due brani tratti da LP Trapezio 1976 furono  eseguiti da Achille Oliva al basso, Carlo Giancamilli al piano, Giancarlo De Matteis alle chitarre, Marco Pirisi alla batteria, Rodolfo Bianchi al sax, Piero Pintucci alle tastiere. Svariate le versioni del brano, tra cui quelle pubblicate negli album dal vivo Icaro, Prometeo e Figli del sogno. In quest'ultimo in duo con Alexia. Il brano è stato oggetto di una reinterpretazione in versione house cantata in inglese da Ken Laszlo, pubblicato nel 1989 nel singolo Madame/Let me try, uscito sia su 7" che 12", e nella raccolta su CD Ken Laszlo del 2004.
Del disco esistono due edizioni con i brani ordinati in modo inverso, entrambe uscite con numero di catalogo TPBO 1223. In un caso il lato A riporta il brano Madame, mentre il lato B riporta il brano Un uomo da bruciare, nell'altro il lato A riporta il secondo brano e il B il primo. Il disco, stampato originalmente su 7", è stato inoltre ristampato nel 1994 su 12".
Una nuova versione di Madame è stata pubblicata il 12 marzo 2013 nel 12" come retro del singolo Chiedi di me/Madame 2013.

## Tracce
1. Un uomo da bruciare – 3:45 (Mogol, Piero Pintucci, Renato Zero)
2. Madame – 3:39 (Renato Zero, Franca Evangelisti, Piero Pintucci)

Durata totale: 7:24